# Goud: Vergeten in Siberië
Goud: Vergeten in Siberië is een Nederlandse documentaire van Theo Uittenbogaard uit 1994, gebaseerd op het boek Goudkoorts van Gerard Jacobs.
De documentaire speelt zich af in de regio Kolyma, een ertsgebied in het oosten van Siberië. Hier bevonden zich vele sovjetwerkkampen, waar gedwongen en onder erbarmelijk slechte omstandigheden (goud)erts werd gewonnen voor de staat. Er worden persoonlijke geschiedenissen getoond van inwoners, die getuigen van het leed, het verdriet en van dromen die niet bereikt werden. In een recensie van Pieter Kottman in het NRC wordt cameraman Melle van Essen geprezen voor zijn voortreffelijke camerawerk; hij is minder lovend over de toon van Uittenbogaards commentaar en de muziekkeuze.
De première vond plaats op het Nederlands Film Festival 1994 in Utrecht. De documentaire werd gemaakt voor de EO.

## Prijs
De documentaire verwierf een 'Mention Speciale' op het Festival International de Programmes Audiovisuels FIPA te Nice in 1995.
1896-1909 · 1910-19 · 1920-29 · 1930-39 · 1940-49 · 1950-59 · 1960-69 · 1970-79 · 1980-89 · 1990-99 · 2000-09 · 2010-19
· 2020-29